# Lew (astrologia)

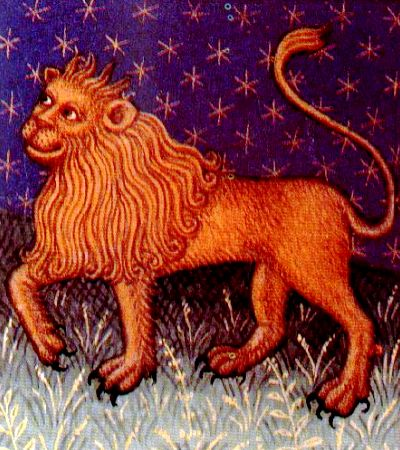
Średniowieczne przedstawienie konstelacji Lwa

Lew (♌) (łac. Leo) – piąty astrologiczny znak zodiaku. Znak ten jest przypisany osobom urodzonym w czasie obserwowania Słońca w tym znaku, to znaczy na odcinku ekliptyki pomiędzy 120° a 150° długości ekliptycznej. Wypada to między 22/23 lipca a 22/23 sierpnia – dokładne ramy czasowe zależą od rocznika. Czasem przyjmuje się umowne granice – według Evangeline Adams (1868–1932) był to okres między 24 lipca a 24 sierpnia. Znak Lwa przypisuje się również osobom urodzonym w trakcie wschodzenia tego znaku.
Żywiołem Lwa jest ogień, gwiazdą Słońce. Jakość znaku zodiaku – stała.
Po raz pierwszy pojawił się w Mezopotamii w IV tysiącleciu p.n.e. Według astrologii znak należy do trygonu ognia i jest domem Słońca. W starożytnym Egipcie, lew był umieszczany na dwóch krańcach znanego świata by pilnował wschodu i zachodu Słońca. Z nim związane były mity o jego zwycięstwie nad Bykiem, oraz zwycięstwie dnia nad nocą, lata nad zimą. Przeważnie postać lwa symbolizowała władzę, niezależność, sprawiedliwość oraz charakteryzowała się przenikliwością i mocą boskiego światła i słowa co wiązało go z postacią Chrystusa-Sędziego.
Ze znakiem Lwa lub jego postacią w starożytności wiązano różne bóstwa (Ra, Ozyrysa, Horusa, Anubisa, Krysznę, Apolla, Heliosa) oraz postacie (Buddę. Chrystusa, św. Marka, św. Krzysztofa). Z lwem identyfikowano konstelacje Wielkiego Psa i Małego Psa.
Lew opiekował się Azją Mniejszą oraz Francją i Rumunią. Wpływ Lwa odczuwany był w lecie.